# Thomas Grumme
Thomas Grumme (* 1939 in Göttingen; † 2007) war ein deutscher Neurochirurg. Er war Chefarzt und Professor für Neurochirurgie am Klinikum Augsburg (heute Universitätsklinikum Augsburg).
Grumme wurde 1964 in Göttingen promoviert (Das Hypophysenadenom: Klinisches Bild, Verlauf, Prognose, Behandlung). Er war von der Gründung der Neurochirurgischen Klinik am Klinikum Augsburg 1982 bis zum Ruhestand 2003 deren Chefarzt. 
Zuvor war er in Berlin am Klinikum Charlottenburg (heute DRK Kliniken Westend) tätig. Dort arbeitete er ab 1973 bis 1978 mit Rolf Wüllenweber und  von 1978 bis 1982 mit Ekkehard Kazner zusammen. Mit diesem entwickelte er ständig die neurochirurgischen Möglichkeiten unter dem Einsatz der Computertomographie weiter.
Grumme ist Mitautor eines Standardwerks über Komplikationen (und Behandlungsfehler) in der Neurochirurgie. Er war auch bekannt als einer der führenden Fachleute für Hirndiagnostik mit Einführung der Computertomographie in Deutschland.
2002 erhielt er die Wilhelm-Tönnis-Medaille.
Er ist Ehrenmitglied der DGNC.

## Schriften
- mit  Dieter Kolodziejczyk: Komplikationen in der Neurochirurgie, Blackwell 1994, 1995
- Herausgeber mit E. Kazner u. a.: Computer- und Kernspin-Tomographie intrakranieller Tumoren aus klinischer Sicht, Springer 1981, 2. Auflage 1988
- als Herausgeber: Das  Hirnödem: intensivmedizinische Probleme in der Neurochirurgie, De Gruyter 1984
- mit Wolfgang Kluge, Konrad Kretzschmar: Zerebrale und spinale Computertomographie, Blackwell, 3. Auflage 1998
- mit Sebastian Lange, Wolfgang Meese: Zerebrale Computer-Tomographie, Berlin, Schering 1977
- mit W. Lanksch, E. Kazner:  Schädelhirnverletzungen im Computertomogramm, Springer 1978 (englische Übersetzung:  Computed tomography in head injuries, Springer 1979)